# 大久保将人
大久保 将人（おおくぼ まさと、1986年4月17日 - ）は、東京都江東区出身のサッカー選手。ポジションはディフェンダー、フォワード。

## 来歴
50メートルを超えるロングスローを備えるフォワードとして高校サッカー界で注目された選手。高校卒業後、2005年にJリーグ・川崎フロンターレに入団。川崎では長身を買われディフェンダーとしてプレーした。
2007年、出場機会を得るためJFL・FC琉球にレンタル移籍し、リーグ戦7試合に出場した。同年シーズン終了後の契約は更新されず、翌2008年は合同トライアウトや地域リーグのチームの練習に参加するなどし新たな場を模索していたが、同4月に現役を退いた。

## ロングスロー
スローイングの最高距離は高校時代すでに50m近くあり、日本のサッカー選手では珍しい「スローイングからチャンスメイクできる選手｣として注目を浴びた。ロリー・デラップのように、チームスタイルにはまれば驚異的な能力である。
ちなみに、漫画「エリアの騎士」に彼をモデルとした選手が登場しているが、彼もまたロングスローの名手である。
2010年1月4日放送の日本テレビ系「徳光&所の世界記録工場Part6」に出演。1投目で45.30m、2投目に44.39mを記録するが惜しくも世界記録更新は果たせなかった。    ※世界記録（48.17m)

## 所属クラブ
- 五砂小FC (小学校時)
- IPD Jr.ユース (中学校時)
- 仙台育英高等学校
- 2005年 - 2007年: 川崎フロンターレ
- 2007年: FC琉球 (期限付き移籍)
- CERVEZA FC 東京

## 個人成績
| 国内大会個人成績 | 国内大会個人成績 | 国内大会個人成績 | 国内大会個人成績 | 国内大会個人成績 | 国内大会個人成績 | 国内大会個人成績 | 国内大会個人成績 | 国内大会個人成績 | 国内大会個人成績 | 国内大会個人成績 | 国内大会個人成績 |
| 年度             | クラブ           | 背番号           | リーグ           | リーグ戦         | リーグ戦         | リーグ杯         | リーグ杯         | オープン杯       | オープン杯       | 期間通算         | 期間通算         |
| 年度             | クラブ           | 背番号           | リーグ           | 出場             | 得点             | 出場             | 得点             | 出場             | 得点             | 出場             | 得点             |
| 日本             | 日本             | 日本             | 日本             | リーグ戦         | リーグ戦         | リーグ杯         | リーグ杯         | 天皇杯           | 天皇杯           | 期間通算         | 期間通算         |
| ---------------- | ---------------- | ---------------- | ---------------- | ---------------- | ---------------- | ---------------- | ---------------- | ---------------- | ---------------- | ---------------- | ---------------- |
| 2005             | 川崎             | 33               | J1               | 0                | 0                | 0                | 0                | 0                | 0                | 0                | 0                |
| 2006             | 川崎             | 32               | J1               | 0                | 0                | 0                | 0                | 0                | 0                | 0                | 0                |
| 2007             | 川崎             | 32               | J1               | 0                | 0                | 0                | 0                | -                | -                | 0                | 0                |
| 2007             | 琉球             | 18               | JFL              | 7                | 0                | -                | -                | -                | -                | 7                | 0                |
| 2011             | CFC東京          | 19               | 東京都1部        |                  |                  | -                | -                |                  |                  |                  |                  |
| 2012             | CFC東京          | 19               | 東京都1部        |                  |                  | -                | -                |                  |                  |                  |                  |
| 通算             | 日本             | 日本             | J1               | 0                | 0                | 0                | 0                | 0                | 0                | 0                | 0                |
| 通算             | 日本             | 日本             | JFL              | 7                | 0                | -                | -                | 0                | 0                | 7                | 0                |
| 通算             | 日本             | 日本             | 東京都1部        |                  |                  | -                | -                |                  |                  |                  |                  |
| 総通算           | 総通算           | 総通算           | 総通算           | 7                | 0                | 0                | 0                | 0                | 7                | 0                |                  |